# Sinfonia n. 5 "Concertante in eco"
La Sinfonia n.5 "Concertante, in eco" è una composizione sinfonica di Gian Francesco Malipiero.
La partitura fu terminata il 25 settembre 1947 a Venezia. A dirigerla in prima assoluta fu Mario Rossi alla BBC di Londra il 3 novembre dello stesso anno. 
La sinfonia è concertante solo in apparenza: Malipiero prevede sì la presenza obbligata di due pianoforti, ma essi qui non sono trattati mai come strumenti solisti. Il termine "in eco" si ricollega al fatto che le due tastiere sembrano inseguirsi continuamente, senza mai raggiungersi.

## Movimenti
Malipiero, studioso della musica italiana del passato, ha tenuto sicuramente presente la lezione dei maestri del barocco nella scrittura di questa sinfonia, imprimendovi però delle tinte tormentate, che le conferiscono un sapore espressionistico.
I movimenti sono quattro:
1.Allegro agitato, ma moderatamente
2.Lento
3.Allegro vivace ma ritmato
4.Lento, ma non troppo-Mosso
L'episodio più sorprendente è il primo movimento: l'autore compone una fitta trama sonora dal carattere cupo e a tratti addirittura violento, che ha pochi precedenti nella musica del compositore veneziano (l'ultima delle Sette Invenzioni, ad esempio) e ricorda alla lontana certi momenti tumultuosi de Il Mandarino Meraviglioso di Béla Bartòk; Malipiero sfodera le più varie invenzioni foniche, facendo uso dei cluster pianistici e dando ampio spazio alle percussioni.       L'atmosfera si quieta nel secondo movimento, quasi a costituire una pausa lirica e meditativa dopo le esplosioni dell'episodio precedente. Il terzo movimento è una sorta di spigliato Scherzo, cui le percussioni (triangolo, tamburo basco, tamburo militare, piatti) imprimono una brillante sottolineatura ritmica. Il quarto movimento, come già nelle altre sinfonie di Malipiero, ha carattere mutevole; il discorso, fluido e privo di cedimenti inventivi, si fa ora disteso, ora più increspato e va a spegnersi con una coda dolcissima.